# Bert Remsen
Herbert Birchell Remsen, detto Bert (New York, 25 febbraio 1922 – Sherman Oaks, 22 aprile 1999), è stato un attore statunitense.

## Biografia
Tra il 1952 e il 1999, anno della sua morte, partecipò come caratterista a numerosi film e serie televisive.
Ebbe ruoli rilevanti nei film La stangata 2 (1983), nel ruolo di Kid Colors, e in Il codice del silenzio (1985), al fianco di Chuck Norris e Henry Silva, ma non riuscì ad elevarsi a protagonista di primaria grandezza.
Tra le altre sue attività nel mondo dello spettacolo, curò il casting delle prime due stagioni della serie televisiva A tutte le auto della polizia.

## Filmografia parziale

### Cinema
- 38º parallelo: missione compiuta (Pork Chop Hill), regia di Lewis Milestone (1959)
- Tess of the storm Country, regia di Paul Guilfoyle (1960)
- Un tipo lunatico (Moon Pilot), regia di James Neilson (1962)
- Chi giace nella mia bara? (Dead Ringer), regia di Paul Henreid (1964)
- The Lollipop Cover, regia di Everett Chambers (1965)
- Anche gli uccelli uccidono (Brewster McCloud), regia di Robert Altman (1970)
- Fragole e sangue (The Strawberry Statement), regia di Stuart Hagmann (1970)
- I compari (McCabe & Mrs. Miller), regia di Robert Altman (1971)
- ...e tutto in biglietti di piccolo taglio (Fuzz), regia di Richard A. Colla (1972)
- California Poker (California Split), regia di Robert Altman (1974)
- Nashville, regia di Robert Altman (1976)
- Buffalo Bill e gli indiani (Buffalo Bill and the Indians, or Sitting Bull's History Lesson), regia di Robert Altman (1976)
- Un matrimonio (A Wedding), regia di Robert Altman (1978)
- Joni, regia di James F. Collier (1979)
- L'uomo del confine (Borderline), regia di Jerrold Freedman (1980)
- Cuori di seconda mano (Second-Hand Hearts), regia di Hal Ashby (1981)
- La stangata II (The Sting 2), regia di Jeremy Kagan (1983)
- Le stagioni del cuore (Places in the Heart), regia di Robert Benton (1984)
- Stand Alone, regia di Alan Beattie (1985)
- Il codice del silenzio (Code of Silence), regia di Andrew Davis (1985)
- Terror vision - Visioni del terrore (TerrorVision), regia di Ted Nicolaou (1986)
- Regina senza corona (Miss Firecracker), regia di Thomas Schlamme (1989)
- Dick Tracy, regia di Warren Beatty (1990)
- Cara mamma, mi sposo (Only the Lonely), regia di Chris Columbus (1991)
- I protagonisti (The Player), regia di Robert Altman (1991)
- Guardia del corpo (The Bodyguard), regia di Mick Jackson (1992)
- Caccia mortale (Joshua Tree), regia di Vic Armstrong (1993)
- Un eroe piccolo piccolo (Jack the Bear), regia di Marshall Herskovitz (1994)
- Maverick, regia di Richard Donner (1994)
- Ipotesi di complotto (Conspiracy Theory), regia di Richard Donner (1997)
- Sulle tracce del testimone (Road Ends), regia di Rick King (1997)
- Piovuta dal cielo (Forces of Nature), regia di Bronwen Hughes (1999)

### Televisione
- Maverick – serie TV, episodio 2x08 (1958)
- Man with a Camera – serie TV, episodio 1x09 (1958)
- Yancy Derringer – serie TV, episodio 1x24 (1959)
- Rescue 8 – serie TV, episodio 1x27 (1959)
- L'uomo e la sfida (The Man and the Challenge) – serie TV, episodio 1x15 (1959)
- Gli uomini della prateria (Rawhide) – serie TV, 4 episodi  (1959-1961)
- Ricercato vivo o morto (Wanted: Dead or Alive) – serie TV, episodio 2x28 (1960)
- Lock-Up – serie TV, episodio 1x31 (1960)
- Johnny Staccato – serie TV, episodio 1x24 (1960)
- Thriller – serie TV, episodio 1x14 (1960)
- Fred Astaire (Alcoa Premiere) – serie TV, episodio 1x01 (1961)
- Peter Gunn – serie TV, episodio 3x32 (1961)
- Indirizzo permanente (77 Sunset Strip) – serie TV, 2 episodi (1961-1962)
- Surfside 6 – serie TV, episodio 2x24 (1962)
- Io e i miei tre figli (My Three Sons) – serie TV, episodio 2x20 (1962)
- Going My Way – serie TV, episodio 1x13 (1962)
- The Dick Powell Show – serie TV, episodi 1x30-2x15 (1962-1963)
- Charlie's Angels – serie TV, episodi 1x14-2x18 (1977-1978)
- Starsky & Hutch – serie TV, episodi 4x19-4x20 (1979)
- Star Trek: Deep Space Nine – serie TV, episodio 2x24 (1994)
- Melrose Place – serie TV, episodio 7x10 (1998)